# The Cobbler
The Cobbler (tiếng Gael Scotland: Beinn Artair) là một ngọn núi cao 884 mét (2.900 ft) nằm gần đầu hồ Loch Long ở Scotland. Mặc dù chỉ là một núi Corbett (Corbetts được định nghĩa là những ngọn núi ở Scotland có chiều cao từ 2.500–3.000 feet (762,0–914,4 m)), nhưng đây là "một trong những đỉnh cao ấn tượng nhất ở vùng cao nguyên phía Nam", và cũng là địa điểm quan trọng nhất để leo núi ở vùng cao nguyên phía Nam này. Nhiều bản đồ bao gồm tên Ben Arthur (một chữ viết tắt của Gaelic), nhưng tên The Cobbler được sử dụng rộng rãi hơn.

## Dãy núi Arrochar
Ngọn núi này là ngoạn mục nhất, mặc dù không có nghĩa là cao nhất của cái gọi là Arrochar Alps, do các đặc điểm đỉnh núi đá lớn, đặc biệt của nó được cho là đại diện cho một con rắn hổ mang cúi xuống cuối cùng. Các đặc điểm này có thể nhìn thấy cách xa ngọn núi. Mặc dù ngọn núi thấp hơn chiều cao Munro, do tính năng đỉnh cao, dễ tiếp cận và tầm nhìn trên đỉnh tuyệt vời, đây là một trong những ngọn núi nổi tiếng nhất ở Scotland.